# Jon Andoni Goikoetxea
Jon Andoni Goikoetxea Lasa (* 21. Oktober 1965 in Pamplona) ist ein spanischer Fußballtrainer und ehemaliger Fußballspieler.

## Spielerkarriere

### CA Osasuna
Am 19. Oktober 1985, zwei Tage vor seinem 20. Geburtstag, feierte Jon Andoni Goikoetxea sein Debüt in der Primera División. Nach drei Jahren mit fast 100 Einsätzen und 20 Toren wurde er 1988 vom FC Barcelona verpflichtet. Vor allem die Saison 1987/88, als Goikoetxea mit CA Osasuna die Qualifikation für den UEFA Cup gelang, machte ihn für größere Clubs interessant.

### FC Barcelona
Im Sommer 1988 wurde Goikoetxea vom FC Barcelona gekauft, die ersten beiden Vertragsjahre jedoch an den baskischen Ligarivalen Real Sociedad ausgeliehen. Auch dort konnte er sich schnell einen Stammplatz erspielen. Nach seiner Rückkehr zum „Dream-Team“ des FC Barcelona Anfang der 90er Jahre erreichte er neun Titel in vier Jahren, darunter vier Meisterschaften in Folge, so wie einen Europapokal-Titel.
Er war fester Bestandteil dieser Mannschaft in der Saison 1990/1991 und bekam einige Stimmen bei der Wahl zum Spieler des Jahres.

### Die letzten Jahre als Spieler
Als „Goiko“ seinen Stammplatz verloren hatte, ging er zum baskischen Traditionsteam Athletic Bilbao, wo er schnell zu alter Klasse zurückfand. In seiner letzten Saison bei Athletic war er trotzdem nur noch Ersatz.
Im Alter von 32 Jahren entschied er sich für das Abenteuer Japan. Goiko spielte in der Saison 1997/1998 ein Jahr lang bei den Yokohama F. Marinos in der japanischen J-League.
In der darauffolgenden Saison ließ er seine Karriere bei CA Osasuna, seinem Heimatverein, in der Segunda División ausklingen.

### Nationalmannschaft
Für die spanische Nationalelf bestritt Jon Andoni Goikoetxea insgesamt 36 Länderspiele und nahm an der Fußball-Weltmeisterschaft 1994 in den USA teil. Sein Debüt gab er am 12. September 1990 beim 3:0-Freundschaftsspiel-Sieg gegen Brasilien.

## Trainerkarriere
Einige Jahre nach seinem Rücktritt als Spieler wurde Jon Andoni Goikoetxea zunächst Co-Trainer von José Ángel Ziganda bei Osasuna B, ehe er im Sommer 2006 zusammen mit eben jenem die erste Mannschaft von CA Osasuna übernahm. Zum Beginn der Saison 2008/2009 wurde Ziganda entlassen und auch Goikoetxea in seiner Funktion als Co-Trainer musste den Verein verlassen.

## Titel
Verein:
- Spanische Meisterschaft: 1991, 1992, 1993, 1994
- Spanischer Superpokal: 1991, 1992
- Europapokal der Landesmeister: 1992
- UEFA Super Cup: 1993

Nationalmannschaft:
- WM-Teilnahme: 1994 (5 Einsätze, 2 Tore)